# Steven Williams
Steven Williams (Memphis (Tennessee), 7 januari 1949) is een Amerikaans acteur.

## Carrière
Williams begon in 1975 met acteren in de film Cooley High, waarna hij nog meer dan 120 rollen speelde in films en televisieseries. Hij is onder andere bekend van The Equalizer (1985), 21 Jump Street (1987-1991), L.A. Heat (1997-1999), The X-Files (1994-2002) en Supernatural (2008-2016). In 1997 werd hij voor zijn rol in The X-Files genomineerd voor een Screen Actors Guild Awards. In 2000 werd hij genomineerd voor een Image Awards voor zijn rol in de televisieserie Linc's.

## Filmografie

### Films
Selectie:
- 2020 Birds of Prey - als kapitein Patrick Erickson
- 2019 Velvet Buzzsaw - als VA conciërge
- 2017 It - als Leroy Hanlon
- 2014 22 Jump Street - als commissaris Adam Fuller
- 2013 Jack the Giant Slayer - als meester van geheimen
- 2011 3 Musketeers - als Planchet
- 1994 Corrina, Corrina - als Anthony T. Williams
- 1993 Jason Goes to Hell: The Final Friday - als Creighton Duke
- 1986 House - als politieagent
- 1985 Missing in Action 2: The Beginning - als Captain David Nester
- 1983 Twilight Zone: The Movie - als Bar Patron
- 1980 The Blues Brothers - als trooper Mount

### Televisieseries
Uitgezonderd eenmalige gastrollen.
- 2024-2025 FBI: Most Wanted - als Ray Cannon sr. - 6 afl.
- 2020-2024 The Family Business - als Alexander Cora - 28 afl.
- 2023 The Black Hamptons - als Alexander Cora - 2 afl.
- 2020-2023 All Rise - als Tony Carver - 11 afl.
- 2023 Waco: The Aftermath - als Alan Sanborn - 5 afl.
- 2021-2023 Snowfall - als Paul Davis - 3 afl.
- 2018-2022 The Chi - als Quentin Dickinson - 13 afl.
- 2020 Stumptown - als Lionel Hoffman - 3 afl.
- 2020 Locke & Key - als Joe Ridgeway - 5 afl.
- 2019 Ambitions - als Stephen Carlisle - 8 afl.
- 2019 Yellowstone - als cowboy - 3 afl.
- 2019 True Detective - als Junius - 2 afl.
- 2017 One Mississippi - als Frank Hollingsworth - 2 afl.
- 2008-2016 Supernatural - als Rufus Turner - 6 afl.
- 2015 Minority Report - als Bridege Kane - 2 afl.
- 2015 The Leftovers - als Virgil - 6 afl.
- 2003-2004 The Bernie Mac Show - als Lloyd - 2 afl.
- 2000-2003 Stargate SG-1 - als generaal Vidrine - 3 afl.
- 1994-2002 The X-Files - als mr. X - 14 afl.
- 2001 Resurrection Blvd. - als Jesse - 2 afl.
- 1998-2000 Linc's - als Russell 'Linc' Lincoln - 35 afl.
- 1998-1999 Legacy - als Isaac - 18 afl.
- 1997-1999 L.A. Heat - als rechercheur August Brooks - 48 afl.
- 1994 Dr. Quinn, Medicine Woman - als kapitein - 2 afl.
- 1994 Models Inc. - als Marcus Ballard - 2 afl.
- 1991 The 100 Lives of Black Jack Savage - als Black Jack Savage - 6 afl.
- 1987-1991 21 Jump Street - als captain Adam Fuller - 97 afl.
- 1989-1990 Booker - als Adam Fuller - 3 afl.
- 1985 The Equalizer - als inspecteur Jefferson Burnett - 6 afl.

- Biblioteca Nacional de España: XX4607320
- Bibliothèque nationale de France: cb14239412z (data)
- International Standard Name Identifier: 0000 0001 1459 3220
- Library of Congress Control Number: no00046431
- SNAC: w6x672g1
- Virtual International Authority File: 166784931
- WorldCat: E39PBJjRWVmdB4GWftddVCcpT3